# 대한민국 민법 제143조
대한민국 민법 제143조는 추인의 방법, 효과에 대한 민법총칙 조문이다.

## 조문
제143조(추인의 방법, 효과) ① 취소할 수 있는 법률행위는 제140조에 규정한 자가 추인할 수 있고 추인후에는 취소하지 못한다.

②전조의 규정은 전항의 경우에 준용한다.

第143條(追認의 方法, 效果) ① 取消할 수 있는 法律行爲는 第140條에 規定한 者가 追認할 수 있고 追認後에는 取消하지 못한다.

②前條의 規定은 前項의 境遇에 準用한다.

## 판례

### 증언에서 추인한 경우 추인의 효력
증인이 추인한다고 증언하여도 이는 무효행위의 상대방에 대하여 한 의사표시가 이니므로 추인의 효력이 없다.

## 같이 보기
- 추인